# Battaglia di Lecco
La battaglia di Lecco fu uno scontro avvenuto tra le forze francesi del generale Sérurier e le forze russe del generale Bagration il 26 aprile 1799, nell'ambito della campagna italiana di Suvorov durante la guerra della Seconda coalizione.

## Contesto storico
Dopo la firma del Trattato di Campoformio, la guerra della Prima coalizione era finalmente terminata: la Francia era riuscita a respingere le altre potenze europee e a salvaguardare i traguardi raggiunti dopo la fine dell'Ancien Regime. In aggiunta, aveva ottenuto il controllo diretto del Belgio e aveva espanso la propria influenza in Italia, dove vari stati repubblicani filo-giacobini avevano preso il posto delle precedenti istituzioni.
L'anno seguente, l'influenza francese in Italia crebbe ulteriormente: le spedizioni dei generali Berthier, Championnet e MacDonald avevano portato alla formazione di due nuove repubbliche a Roma e Napoli. Questo sviluppo destò le preoccupazioni delle altre potenze europee, che iniziarono a tramare contro la giovane repubblica francese.
Come ulteriore pretesto per un conflitto, Napoleone con la sua spedizione in Egitto aveva invaso i territori dell'Impero Ottomano. Poco tempo dopo Austria, Russia e Regno Unito trovarono un'intesa per combattere assieme contro la Francia. 

## Antefatti

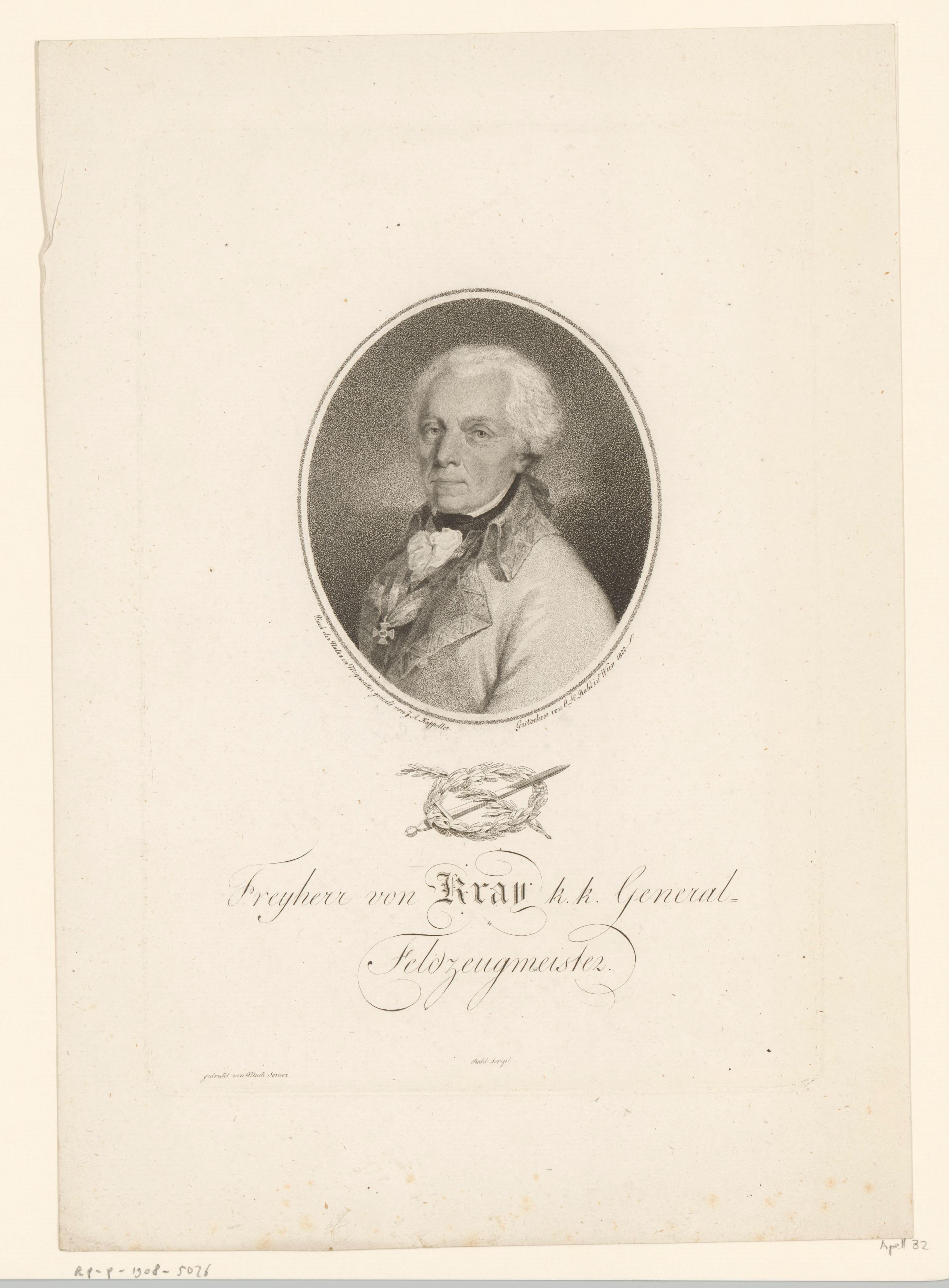
Paul Kray von Krajowa

Inizialmente l'esercito francese venne affidato al generale Schérer. L'esercito francese si mosse verso il Veneto, rimanendo in attesa dei rinforzi provenienti dalla Svizzera, mentre gli austriaci di Paul Kray radunavano le proprie forze e si preparavano all'attacco nemico. Non potendo più ricevere i rinforzi da Massena, Schérer venne pressato dal Direttorio per entrare in azione. Attaccò una prima volta a Verona, ottenendo un successo parziale a Pastrengo. Tuttavia, Schérer non riuscì a gestire il vantaggio e permise agli austriaci di organizzarsi nuovamente. Riprovò a prendere la roccaforte attaccando a Magnano dopo qualche settimana: nonostante l'estremo valore delle truppe di entrambi gli schieramenti, furono gli austriaci ad avere la meglio, costringendo i repubblicani alla ritirata.
Le truppe repubblicane erano indietreggiate prima sulla linea del Mincio e, quando fu chiaro che i rinforzi russi erano sul punto di arrivare, si spostarono ancora più ad ovest, andando a costituire una linea difensiva lungo il fiume Adda.

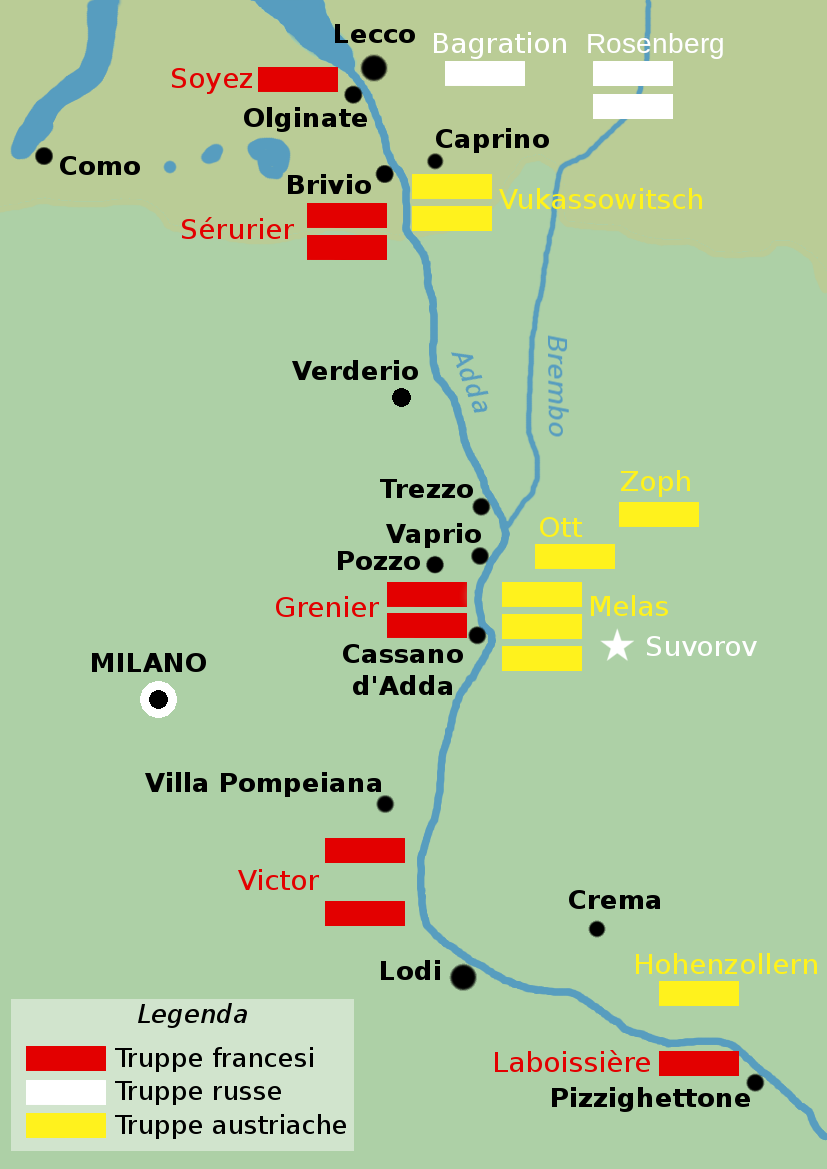
Disposizione dei due eserciti il 24 aprile

Le forze francesi, di per sé già inferiori numericamente rispetto a quelle austriache (adesso ulteriormente rinvigorite dai russi), furono frazionate: dei 42000 uomini che combatterono a Magnano, circa 2000 vennero inviati a Brescia, 1300 a Peschiera e 10600 a Mantova, mentre le restanti coprirono in modo più o meno uniforme l'intera lunghezza del fiume. A nord, nei pressi di Lecco, posizionò la divisione di Sèrurier con 8000 uomini; al centro le due divisioni di Victor e di Grenier, con 8000 uomini a testa a coprire rispettivamente Lodi e Cassano d'Adda mentre a sud, con 4000 uomini, Laboissière copriva Pizzighettone.
Schérer stava riciclando lo stesso errore strategico che Beaulieu aveva commesso tre anni prima nella battaglia di Borghetto: distribuire le proprie truppe su un fronte molto lungo, di fronte ad un nemico in superiorità numerica rende quasi impossibile la concentrazione di forze a difesa un singolo punto.
In quelle stesse settimane, Suvorov era giunto in Italia ed aveva assunto il comando dell'esercito della coalizione. La sua incredibile fama di generale fu pienamente confermata dalle sue azioni: passò il Mincio il 19 aprile, attaccò e prese Brescia in brevissimo tempo e raggiunse la linea dell'Adda prima del 24 aprile, dove pianificò con cura l'attacco ai francesi, che credeva ancora comandati da Schérer.

## La battaglia

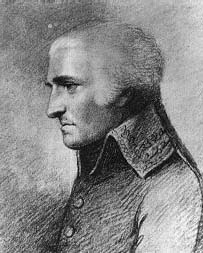
Jean Mathieu Philibert Sérurier

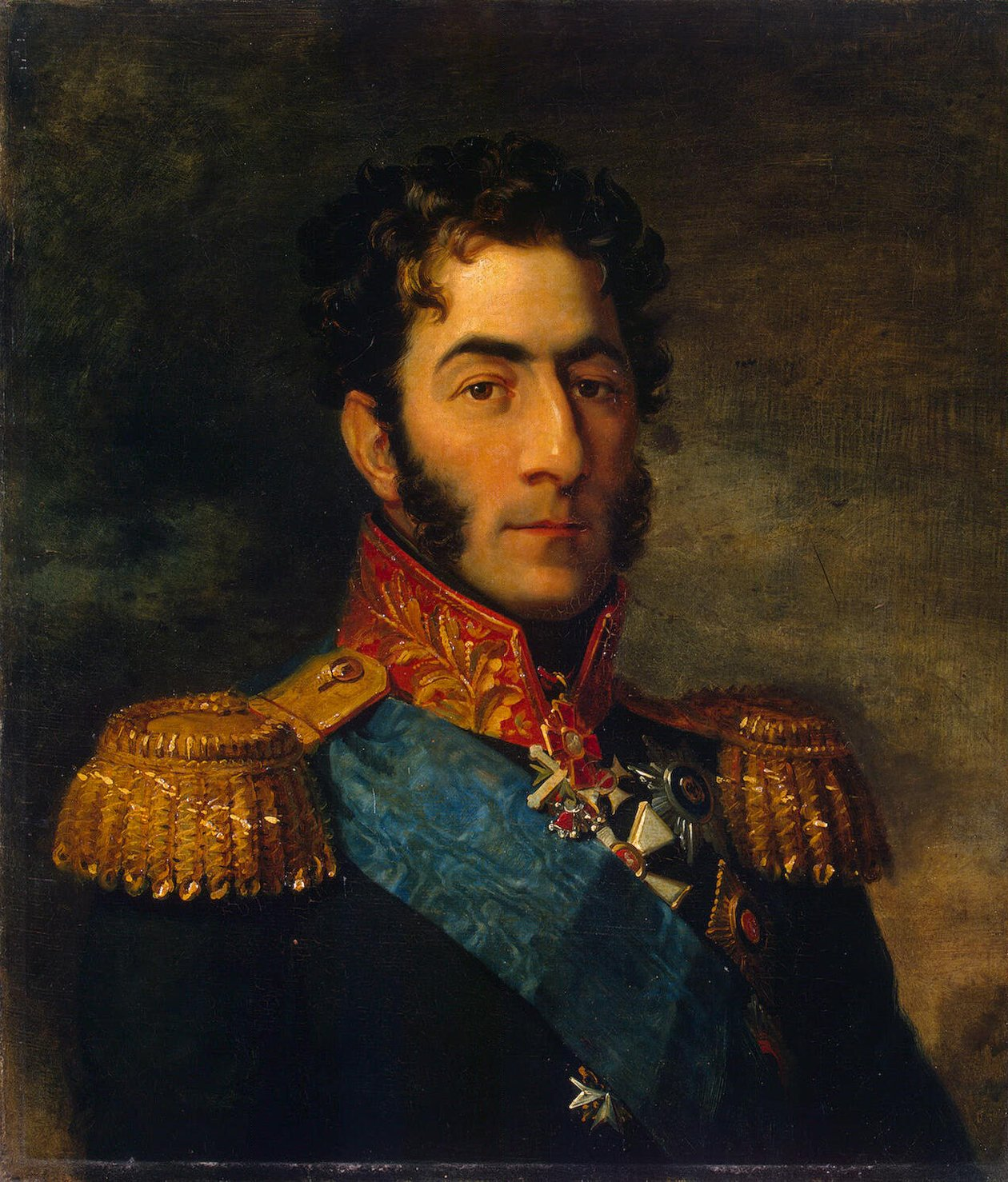
Petr Ivanovic Bagration

Inizialmente, Schérer, prima di essere sostituito da Moreau, aveva pensato di posizionare la linea francese sul fiume Oglio, ma visti i progressi delle truppe austro-russe, aveva deciso di indietreggiare sulle rive dell'Adda, disponendo le truppe come spiegato in precedenza. Mentre le divisioni di Victor e Grenier riuscirono a passare a Lodi e Trezzo senza problemi, lo stesso non si può dire di quella di Sérurier: partito da Palazzolo sull'Oglio, fu ordinato lui di attraversare l'Adda a Lecco e di disporsi tra Bormio, Verderio, Robbiate, Trezzo e Vaprio. Questo tragitto, però, non era il più breve a sua disposizione: un'avanguardia russa, guidata dal principe Bagration, lo anticipò e li ingaggiò in combattimento. A difendere la città vi erano 5 000 francesi, sotto il comando del generale Soyez. I russi attaccarono la città divisi in tre colonne, ma i francesi, avendo occupato una solida posizione, si difendevano agevolmente. Posizionata una batteria di cannoni sulla riva sinistra dell'Adda, i francesi bersagliarono le truppe russe mentre i loro compagni attraversavano il fiume. Sérurier, al momento del combattimento assente perché convocato da Schérer, venne a sapere dell'accaduto solo in seguito, appena tornato a Vaprio. Dopo aver combattuto per tutto il giorno, la schermaglia si era conclusa con un sostanziale pareggio: le forze di Soyez avevano subito circa 500 perdite ma erano riusciti ad attraversare il fiume mentre i loro diretti rivali avevano subito circa 150 morti e circa 200 feriti (tra cui lo stesso Bagration), vedendosi però sbarrata la strada verso la sponda sinistra dell'Adda proprio dai francesi, che in segno di scherno intonarono la Marsigliese.
Tuttavia, vedendosi separati dal resto della divisione e senza notizie del loro generale, l'aiutante generale Guillet e il comandante Soyez ebbero un pessimo presentimento di ciò che poteva essere accaduto. Agendo di propria iniziativa, decisero di abbandonare la posizione di notte passando per il lago di Como. Imbarcarono le loro truppe col favore delle tenebre, e, dopo aver messo fuori servizio i cannoni e tutto ciò che erano costretti ad abbandonare nelle trincee di Lecco, fuggirono dal nemico. Fuggirono attraverso Lugano, Luvino, Locarno e Arona e si unirono all'esercito italiano in Ticino.

## Conseguenze

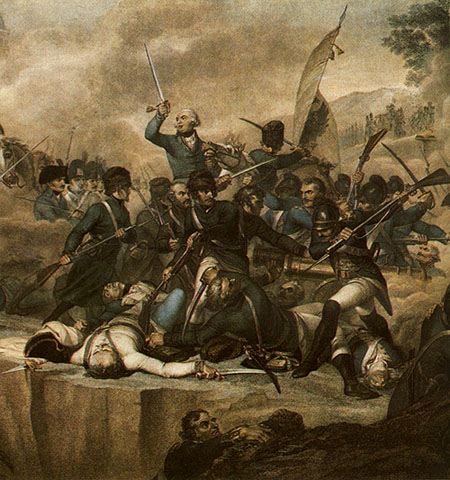
Battaglia di Cassano d'Adda

Le condotta di Schérer fu ampiamente criticata dai suoi stessi uomini che entrarono in aperta rivolta contro il loro comandante. Le pressioni interne lo spinsero a cedere il comando dell'esercito al generale Moreau, fino a quell'istante suo secondo in comando. I soldati francesi, che nella campagna precedente erano stati agli ordini di Napoleone, furono ben lieti di avere un generale giovane ed energico. Moreau, appena preso il comando dell'esercito, ricevette due avvisi da Sérurier al suo quartier generale, il primo alle 8 del mattino, che lo avvertiva che il nemico aveva inviato persone sulla riva destra, il secondo a mezzanotte, che stava attraversando in forze in direzione di Robbiate. Moreau rispose a Sérurier che aveva dato ordine alle divisioni Grenier e Victor di riunirsi a Vaprio e che avrebbe marciato con loro in suo aiuto.
Di conseguenza Sérurier, che si era mosso verso Brivio per cercare di respingere il nemico sulla sponda opposta e rimettersi in comunicazione con la sua sinistra, si fermò e prese posizione a Verderio. Ben presto si ritrovò completamente tagliato fuori dal resto dell'esercito: Vukassovich, dopo aver riparato i resti del ponte che gli uomini di Sérurier avevano lasciato a Brivio ed aver attraversato l'Adda, aveva infatti trascorso lì il 26 mentre il generale Ott era a Trezzo. Il giorno seguente, secondo lo stesso Moreau, i nemici erano penetrati così in profondità nelle linee francesi che gli era risultato impossibile entrare in comunicazione con Sérurier per tutta la giornata.
Il giorno successivo, Suvorov attaccò la linea difensiva francese tra Vaprio, Trezzo e Cassano d'Adda. La concentrazione delle sue forze e il pessimo posizionamento delle truppe francesi fu sufficiente a garantire lui una totale vittoria.
Moreau fu costretto ad una ritirata, mentre Sérurier, rimasto isolato e circondato a Verderio, dovette arrendersi al nemico.